# 科羅拉多縣 (德克薩斯州)
科羅拉多縣（英語：Colorado County）是美國德克薩斯州東南部的一個縣。面積2,522平方公里。根據美國2000年人口普查，共有人口20,390人。縣治哥倫布（Columbus）。
成立於1836年3月17日，縣政府成立於1837年，是最早的二十三個縣之一。縣名來自科羅拉多河（西班牙語「有顏色」的意思，來自河水中紅色的泥）。